# Abyssaster diadematus
Abyssaster diadematus är en sjöstjärneart som först beskrevs av Percy Sladen 1883.  Abyssaster diadematus ingår i släktet Abyssaster och familjen Porcellanasteridae. Inga underarter finns listade i Catalogue of Life.